# Reductoniscus tuberculatus
Reductoniscus tuberculatus is een pissebed uit de familie Armadillidae. De wetenschappelijke naam van de soort is voor het eerst geldig gepubliceerd in 1997 door Leistikow.